# Eugeen Van Roosbroeck
Eugeen Van Roosbroeck (Noorderwijk, 13 mei 1928 - Westerlo, 28 maart 2018) was een Belgisch beroepsrenner van 1949-1957. Van Roosbroeck won in 1948 een gouden medaille op de Olympische Spelen samen met Leon De Lathouwer en Lode Wouters. 
Van Roosbroeck behaalde 11 zeges en reed voor 6 ploegen.

## Erelijst
- 1948 - amateurs

1e ronde van Limburg
1e ploegenklassement op de weg op Olympische Spelen (samen met Léon De Lathouwer en Lode Wouters)
- 1949 - profs

1e Championat du Hainaut
- 1951 - profs

1e Noorderwijk
- 1952 - profs

1e Tessenderlo
1e Overpelt
1e Omloop der Vlaamse gewesten
- 1953 - profs

1e Tremelo
- 1954 - profs

1e Haspengouwse Pijl
- 1955 - profs

1e Antwerpen-Herselt
1e Drielandentrofee

## Resultaten in voornaamste wedstrijden
| Jaar | Milaan-San Remo | Gent-Wevelgem | Ronde van Vlaanderen | Parijs-Roubaix | Luik-Bast.‑Luik | Parijs-Brussel |
| ---- | --------------- | ------------- | -------------------- | -------------- | --------------- | -------------- |
| 1949 |                 |               |                      |                | 10e             | 13e            |
| 1950 |                 |               | 6e                   | 72e            |                 | 78e            |
| 1951 |                 |               |                      |                | 43e             | 23e            |
| 1952 | 103e            | 18e           |                      |                |                 |                |
| 1953 |                 |               |                      | 46e            |                 |                |
| 1954 |                 | 35e           | 13e                  |                |                 | 37e            |
| 1955 |                 |               |                      |                |                 | 33e            |
| 1956 |                 | 16e           |                      |                |                 | 73e            |

1912: Friborg, Malm, Persson, Lönn ·
1920: Souchard, Canteloube, Detreille, Gobillot ·
1924: Blanchonnet, Hamel, Wambst ·
1928: Hansen, Nielsen, Jørgensen ·
1932: Pavesi, Segato, Olmo ·
1936: Charpentier, Lapébie, Dorgebray ·
1948: Wouters, De Lathouwer, Van Roosbroeck ·
1952: Noyelle, Grondelaers, Victor ·
1956: Geyre, Moucheraud, Vermeulin